# Everything Happens to Be
Everything Happens to Be (deutsch „Alles passiert“) ist ein Jazzalbum von Ben Goldberg. Die 2020 entstandenen Aufnahmen erschienen am 18. Juni 2021 auf dem Label BAG Production.

## Hintergrund
Der Klarinettist Ben Goldberg spielte mit der Gitarristin Mary Halvorson, dem Tenorsaxophonisten Ellery Eskelin, dem Bassisten Michael Formanek und dem Schlagzeuger Tomas Fujiwara. Gitarristin Halvorson ist hier Teil einer Rhythmusgruppe, die zusammen das Thumbscrew-Trio bildet.
Musikalisch sei Goldbergs zentraler Einfluss bei der Musik des Albums die Geistliche Musik, insbesondere die auf Johann Sebastian Bach zurückgehende Choralform gewesen, bis hin zur Musik Louis Armstrongs und Duke Ellingtons, dann in der Geschichte der Musik vorwärts zu Ornette Coleman und zum Alternative Rock.

## Titelliste
- Ben Goldberg: Everything Happens to Be (BAG Production)

1. What About
2. 21
3. Fred Hampton 04:48
4. Everything Happens To Be.
5. Cold Weather
6. Chorale Type
7. Tomas Plays the Drums
8. Long Last Moment
9. To-Ron-To
10. Abide with Me (William Henry Monk)

Sofern nicht anders vermerkt, stammen die Kompositionen von Ben Goldberg.

## Rezeption
Der Kritiker Matt Micucci zählte das Album zu den besten Neuveröffentlichungen des Monats und schrieb in Jazziz, auf Everything Happens to Be würde eines der beeindruckenden Ensemble einiger der aufregendsten Musiker New Yorks vereinen.
Selwyn Hants schrieb in Jazzwise, Goldberg sei ein erfahrener Klarinettist, dessen Werk die einzigartige Identität und den reich geäderten Klang seines Instruments im Laufe der Zeit erforsche. Ellery Eskelin bilde mit seinem unnachahmlichen, dezent vernebelten Tenorsaxophonspiel ein wirkungsvolles Gegenstück zu Goldbergs robuster Eb-Klarinette. Die Band um Goldberg würde im Stück „21“ wie ein Charles-Mingus-Ensemble in einer Kellerbar in der Innenstadt klingen, wie eine Bill-Frisell-artige Interpretation von Country-Musik bei „Fred Hampton“ und wie eine Fusion aus einer Free-Jazz- und Metal-Band bei „Tomas Plays the Dream“. In dem abschließenden „Abide with Me“ blieben sie der Melodie des Songs und der spirituellen Resonanz des Originals treu, auch wenn die Band so klinge, als würde sie es eher in einer Jazz-Kellerbar als in einem Chor spielen.
Nach Ansicht von Steve Feeney (The Arts Fuse) sei Goldberg seit langem dafür bekannt, Genregrenzen zu überschreiten und zu verwischen, sowohl in seinen Kompositionen als auch im Einsatz verschiedenster Instrumente der Klarinettenfamilie. Goldberg spiele hier mit einer beeindruckenden Rhythmusgruppe; auch der Saxophonist Ellery Eskelin trage auf anmutige Weise zum Ergebnis bei.
Larry Birnbaum (Stereophile) meinte Goldberg habe sich mit dem Saxophonisten Ellery Eskelin und dem Trio Thumbscrew für eine ungewöhnlich sanfte Avant-Jazz-Session zusammengetan. So sei der Titeltrack eher konventionell strukturiert, wobei Goldberg die Hauptrolle spiele, bevor er, Halvorson und Eskelin solistisch agierten. „Tomas Plays the Drums“ sei wiederum der typischste Avantgarde-Jazz, bei dem Goldberg auf der tiefen Kontraaltklarinette schreie. Die Interpreten fänden auf dem Album alle denselben melodischen Groove – nämlich den von Goldberg. Eskelin sei hier das perfekte Gegenstück; Halvorson beuge und schlage die Saiten, wenn sie nicht geradeaus laufe; und Michael Formanek und Fujiwara böten solide, flexible Unterstützung.
Dave Sumner schrieb in Bandcamp Daily, der Nachhall des traditionellen Jazz pralle von den Wänden von Ben Goldbergs Musik ab. Diese klinge verzerrt und fremd, als würde sie unter der Belastung zusammengedrückt, um der Länge der neuesten Aufnahme des Klarinettisten zu entsprechen. Für diese Session habe Goldberg mit Musikern zusammengearbeitet, die sich mit dieser Art von Herangehensweise bewährt haben. Halvorson, Eskelin, Formanek und Fujiwara durchqueren Zeit und Distanz und erinnern an den Sound von New Orleans vor hundert Jahren, während sie eine Vision davon bieten, was es in hundert Jahren werden könnte.